# Gabriela Muskała

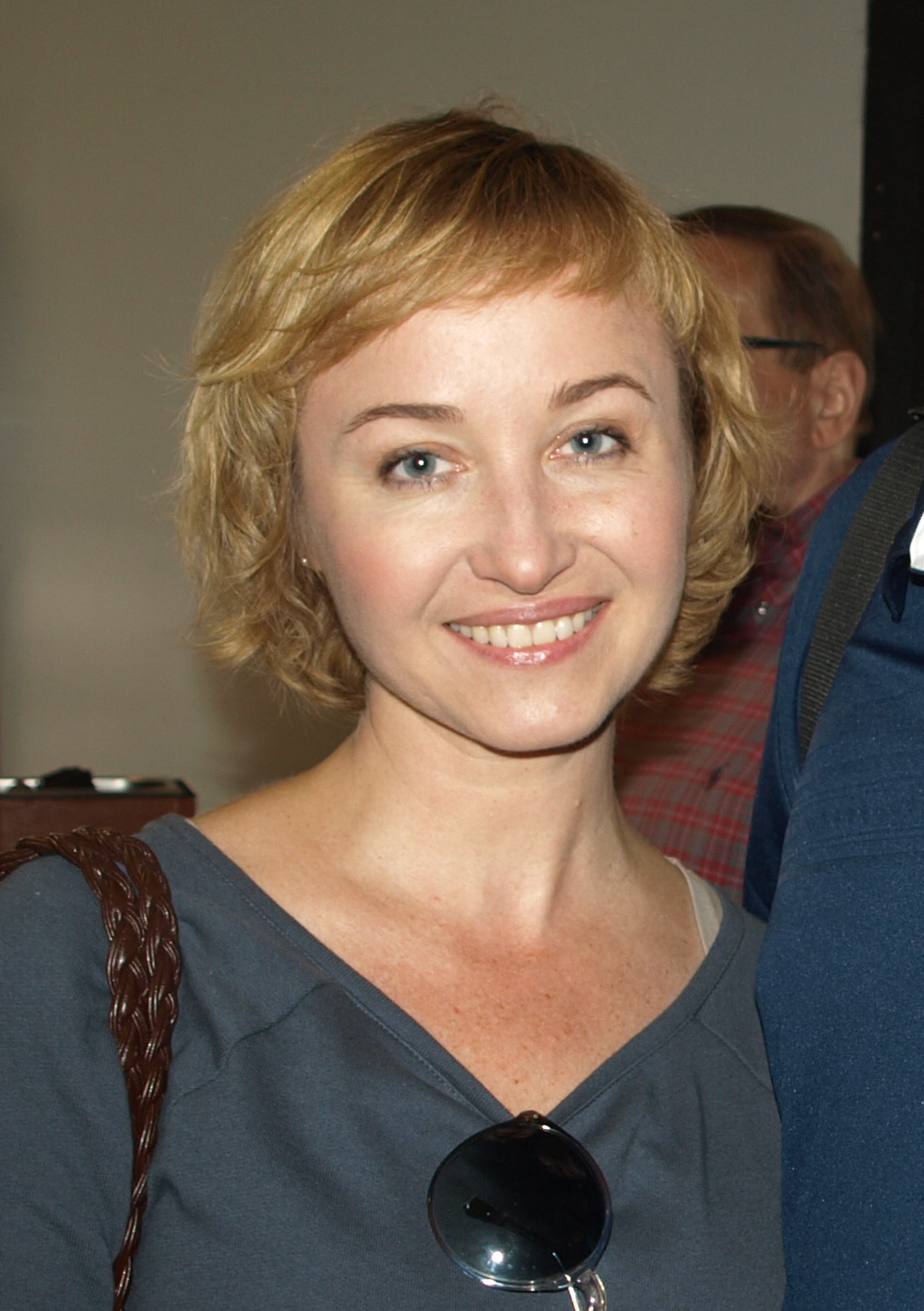
Gabriela Muskała

Gabriela Muskała (n. 11 iunie 1969, Kłodzko) este o actriță poloneză de teatru și film. În 1994 a absolvit Facultatea de Actorie a Școlii de Film, Teatru și Televiziune din Łódź. A colaborat cu Teatrul Powszechny și Teatrul „Stefan Jaracz” din Łódź.

## Filmografie
- 1994: Rozmowa z człowiekiem z szafy
- 1999: Królowa aniołów - Maria
- 2004: Cała zima bez ognia
- Na dobre i na złe
- Podróż
- 2007: Aria Diva
- 2008-2009: Londyńczycy
- 2010:  Krzysztof
- 2009:  Generał
- 2011: Wymyk
- 2011: Głęboka woda
- 2012: Ja to mam szczęście
- 2012–2013 Wszystko przed nami
- 2012: Prawo Agaty
- 2012: Paradoks
- 2013: Komisarz Alex